# デロング山脈
デロング山脈（英: De Long Mountains）は、アメリカ合衆国アラスカ州ノーススロープ郡に位置する山脈。この山脈はブルックス山脈の西端に位置し、ウイヴァクサック・クリークとクナ川の源流から西に伸びている。北極探検を行ったジョージ・W・デロング（1844–1881）にちなみ1886年に命名された。
山脈の中で最も標高が高い山はブラック・マウンテンで1530m。